# 元丕
元 丕（げん ひ、422年 - 503年）は、北魏の皇族。

## 経歴
拓跋翳槐の玄孫で、楽城侯の拓跋興都の子として生まれた。太武帝により羽林中郎に抜擢された。太武帝の南征に従軍して、長江北岸まで達し、興平子の爵位を受けた。献文帝が即位すると、侍中に累進した。466年（天安元年）、丞相の乙渾が反乱を計画していることを、元丕は献文帝に奏聞した。元丕は帝の命を受けて元賀・牛益得らを率いて乙渾を収監し、処刑した。元丕は尚書令に転じ、東陽公に改封された。467年（天安2年）、東平王拓跋道符が長安で反乱を起こすと、元丕は和其奴とともに拓跋道符の討伐に向かったが、到着しないうちに拓跋道符が部下に殺害されたため、引き返した。470年（皇興4年）、献文帝が柔然に対する北伐の軍を起こすと、元丕は諸軍を率いて西道を取って侵攻した。474年（延興4年）、南朝宋の内紛に乗じて蜀を攻撃した。
476年（承明元年）、東陽王に封じられ、雍州刺史に任じられた。477年（太和元年）、侍中・司徒公に転じた。ときに疑案300カ条あまりがあり、これを元丕が裁決して、その公平なことで知られた。479年（太和3年）、太尉・録尚書事となった。ときに文明太后の称制のもと、元丕は淮南王拓跋他・淮陽王尉元・河東王苟頽らとともに元老として尊重された。後に皇太子の冊立を求めたが、孝文帝に退けられた。492年（太和16年）、爵位を降格されて、平陽郡公に封じられた。
493年（太和17年）、孝文帝が南征の軍を起こすにあたって、元丕は広陵王元羽とともに都の平城の留守をつとめることとなり、使持節を加えられた。孝文帝は南征にあたって洛陽遷都を期していたため、太極殿で留守の官を引見して意見を聞いた。燕州刺史の穆羆が反対論を述べて退けられたため、元丕は卜筮に吉凶を占わせようという慎重論を唱えた。しかし、これも亀卜は無益であるとして、退けられた。494年（太和18年）、太傅・録尚書事に転じた。孝文帝が旧都の平城に向かうと、元丕は洛陽の留守を任された。孝文帝の乗っていた車馬を賜り、府省を往来した。
元丕は鮮卑の旧風を愛して、孝文帝が導入する漢式の風俗や言語になじまなかった。朝廷でも朱服で並ぶべきところ、元丕だけは常服で隅に座っていた。孝文帝は元丕が老齢であることに配慮して、強く責めなかった。
孝文帝が再び南征の軍を起こすと、元丕は時期を改めて後挙を図るよう進言したが、聞き入れられなかった。495年（太和19年）2月、司徒の馮誕が死去したため、孝文帝は南征の軍を返した。3月、皇后の父にあたる馮熙が旧都の平城で死去したことから、元丕は孝文帝に平城への臨御を求めたが、帝は拒否した。元丕は都督となり、并州刺史を兼ねた。後に新興公に改封された。
496年（太和20年）、元丕の子の元隆・元超は穆泰や陸叡らとともに反乱を計画した。このとき元丕は并州にいたため、計画には参加しなかった。497年（太和21年）、孝文帝側に計画が漏れて、元隆・元超兄弟は逮捕されて処刑された。元丕は一命を許されて、太原の百姓とされ、後妻の生んだ2子が付き従うこととなった。そのほかの元隆・元超の同母弟や異母兄弟は、敦煌に流刑となった。元丕は老躯を押して洛陽におもむき、孝文帝に慰められ、晋陽に帰った。
499年（太和23年）、孝文帝が死去すると、元丕は并州から洛陽に入り、宣武帝の引見を受けて、以後は洛陽にとどまった。後に華林都亭で宴が開かれると、元丕は2人の子に介添えさせて座り起きした。まもなく宣武帝の命により三老とされた。503年（景明4年）7月、死去した。享年は82。左光禄大夫・冀州刺史の位を追贈された。諡は平といった。

## 妻子

### 妻
- 段氏（諡は恭妃）

### 子
- 元隆（長子、安楽侯、反乱のため処刑された）
- 元乙升（反乱のため処刑された）
- 元超（驍騎将軍、反乱のため処刑された）
- 元儁（軍功があり、新安県男に封じられた）
- 元邕（軍功があり、涇県男に封じられた）

## 伝記資料
- 『魏書』巻14 列伝第2
- 『北史』巻15 列伝第3